# 2014–2015-ös négysánc-verseny
A 2014–2015-ös négysánc-verseny, a 2014–2015-ös síugró-világkupa részeként került megrendezésre, melyet hagyományosan Oberstdorfban, Garmisch-Partenkirchenben (Németország), valamint Innsbruckban és Bischofshofenben (Ausztria) tartottak 2014. december 29. és 2015. január 6. között.
A torna győztese az osztrák Stefan Kraft lett, megelőzve honfitársát Michael Hayböcköt és a szlovén Peter Prevcet.

## Eredmények

### Oberstdorf
Schattenbergschanze HS 137

2014. december 29.
| Helyezés | Név             | Nemzetiség    | 1. ugrás (m) | 2. ugrás (m) | Pontok | Összetett pontok |
| -------- | --------------- | ------------- | ------------ | ------------ | ------ | ---------------- |
| 1        | Stefan Kraft    | Ausztria      | 136.5        | 129.0        | 291.9  | 291.9 (1)        |
| 2        | Michael Hayböck | Ausztria      | 137.5        | 132.5        | 285.0  | 285.0 (2)        |
| 3        | Peter Prevc     | Szlovénia     | 139.5        | 125.5        | 283.9  | 283.9 (3)        |
| 4        | Kamil Stoch     | Lengyelország | 129.0        | 131.0        | 274.9  | 274.9 (4)        |
| 5        | Andreas Kofler  | Ausztria      | 135.5        | 126.0        | 274.8  | 274.8 (5)        |

### Garmisch-Partenkirchen
Große Olympiaschanze HS 142

2015. január 1.
| Helyezés | Név                   | Nemzetiség | 1. ugrás (m) | 2. ugrás (m) | Pontok | Összetett pontok |
| -------- | --------------------- | ---------- | ------------ | ------------ | ------ | ---------------- |
| 1        | Anders Jacobsen       | Norvégia   | 135.5        | 136.5        | 286.0  | 540.7 (4)        |
| 2        | Simon Ammann          | Svájc      | 138.0        | 133.0        | 279.4  | 388.5 (25)       |
| 3        | Peter Prevc           | Szlovénia  | 136.5        | 136.0        | 276.9  | 560.8 (2)        |
| 4        | Gregor Schlierenzauer | Ausztria   | 132.5        | 139.5        | 275.7  | 523.2 (7)        |
| 5        | Rune Velta            | Norvégia   | 134.0        | 136.5        | 272.7  | 520.8 (9)        |

### Innsbruck
Bergiselschanze HS 130

2015. január 4.
| Helyezés | Név                   | Nemzetiség  | 1. ugrás (m) | 2. ugrás (m) | Pontok | Összetett pontok |
| -------- | --------------------- | ----------- | ------------ | ------------ | ------ | ---------------- |
| 1        | Richard Freitag       | Németország | 133.5        | 132.0        | 278.5  | 791.7 (5)        |
| 2        | Stefan Kraft          | Ausztria    | 137.0        | 127.0        | 273.5  | 835.4 (1)        |
| 3        | Simon Ammann          | Svájc       | 132.0        | 130.5        | 263.7  | 652.2 (19)       |
| 3        | Kaszai Noriaki        | Japán       | 128.5        | 132.0        | 263.7  | 797.7 (4)        |
| 5        | Gregor Schlierenzauer | Ausztria    | 127.0        | 129.5        | 262.4  | 785.6 (7)        |

### Bischofshofen
Paul-Ausserleitner-Schanze HS 142

2015. január 6.
| Helyezés | Név             | Nemzetiség | 1. ugrás (m) | 2. ugrás (m) | Pontok | Összetett pontok |
| -------- | --------------- | ---------- | ------------ | ------------ | ------ | ---------------- |
| 1        | Michael Hayböck | Ausztria   | 137.5        | 136.5        | 288.4  | 1100.7 (2)       |
| 2        | Kaszai Noriaki  | Japán      | 132.5        | 137.0        | 277.1  | 1074.8 (4)       |
| 3        | Stefan Kraft    | Ausztria   | 133.5        | 132.0        | 271.3  | 1106.7 (1)       |
| 4        | Peter Prevc     | Szlovénia  | 133.0        | 134.5        | 271.2  | 1077.2 (3)       |
| 5        | Anders Jacobsen | Norvégia   | 130.5        | 136.0        | 270.6  | 1060.1 (5)       |

## Végeredmény
Összetett végeredmény
| Helyezés | Név                   | Nemzetiség    | Oberstdorf | Garmisch- Partenkirchen | Innsbruck  | Bischofshofen | Pontok |
| -------- | --------------------- | ------------- | ---------- | ----------------------- | ---------- | ------------- | ------ |
| 1        | Stefan Kraft          | Ausztria      | 291.9 (1)  | 270.0 (6)               | 273.5 (2)  | 271.3 (3)     | 1106.7 |
| 2        | Michael Hayböck       | Ausztria      | 285.0 (2)  | 269.8 (7)               | 257.5 (6)  | 288.4 (1)     | 1100.7 |
| 3        | Peter Prevc           | Szlovénia     | 283.9 (3)  | 276.9 (3)               | 245.2 (11) | 271.2 (4)     | 1077.2 |
| 4        | Kaszai Noriaki        | Japán         | 264.3 (8)  | 269.7 (8)               | 263.7 (3)  | 277.1 (2)     | 1074.8 |
| 5        | Anders Jacobsen       | Norvégia      | 254.7 (14) | 286.0 (1)               | 248.8 (9)  | 270.6 (5)     | 1060.1 |
| 6        | Richard Freitag       | Németország   | 251.4 (15) | 261.8 (9)               | 278.5 (1)  | 265.1 (6)     | 1056.8 |
| 7        | Gregor Schlierenzauer | Ausztria      | 247.5 (17) | 275.7 (4)               | 262.4 (5)  | 264.6 (7)     | 1050.2 |
| 8        | Severin Freund        | Németország   | 255.0 (13) | 260.2 (10)              | 249.4 (8)  | 257.9 (8)     | 1022.5 |
| 9        | Roman Koudelka        | Csehország    | 265.3 (7)  | 257.1 (11)              | 248.6 (10) | 242.4 (13)    | 1013.4 |
| 10       | Kamil Stoch           | Lengyelország | 274.9 (4)  | 243.8 (15)              | 252.8 (7)  | 237.9 (15)    | 1009.4 |